# Helmut Erbe
Helmut Erhard Woldemar Erbe (geboren 25. Dezember 1911 in Steinach, Niederbayern; gestorben am 6. Januar 1978 in Grahamstown, Südafrika) war ein deutsch-südafrikanischer Germanist.  

## Leben
Helmut Erbe war ein Sohn des Schulinspektors Kaspar Erbe und der Lucie Haselbach, er hatte eine Schwester. Erbe studierte ab 1931 Theologie, Germanistik und Volkskunde in Berlin, Wien, Marburg, Tübingen und Jena und wurde 1935 promoviert. 1936 bis 1939 war er Vikar in der lutherischen Gemeinde in Helmarshausen. 

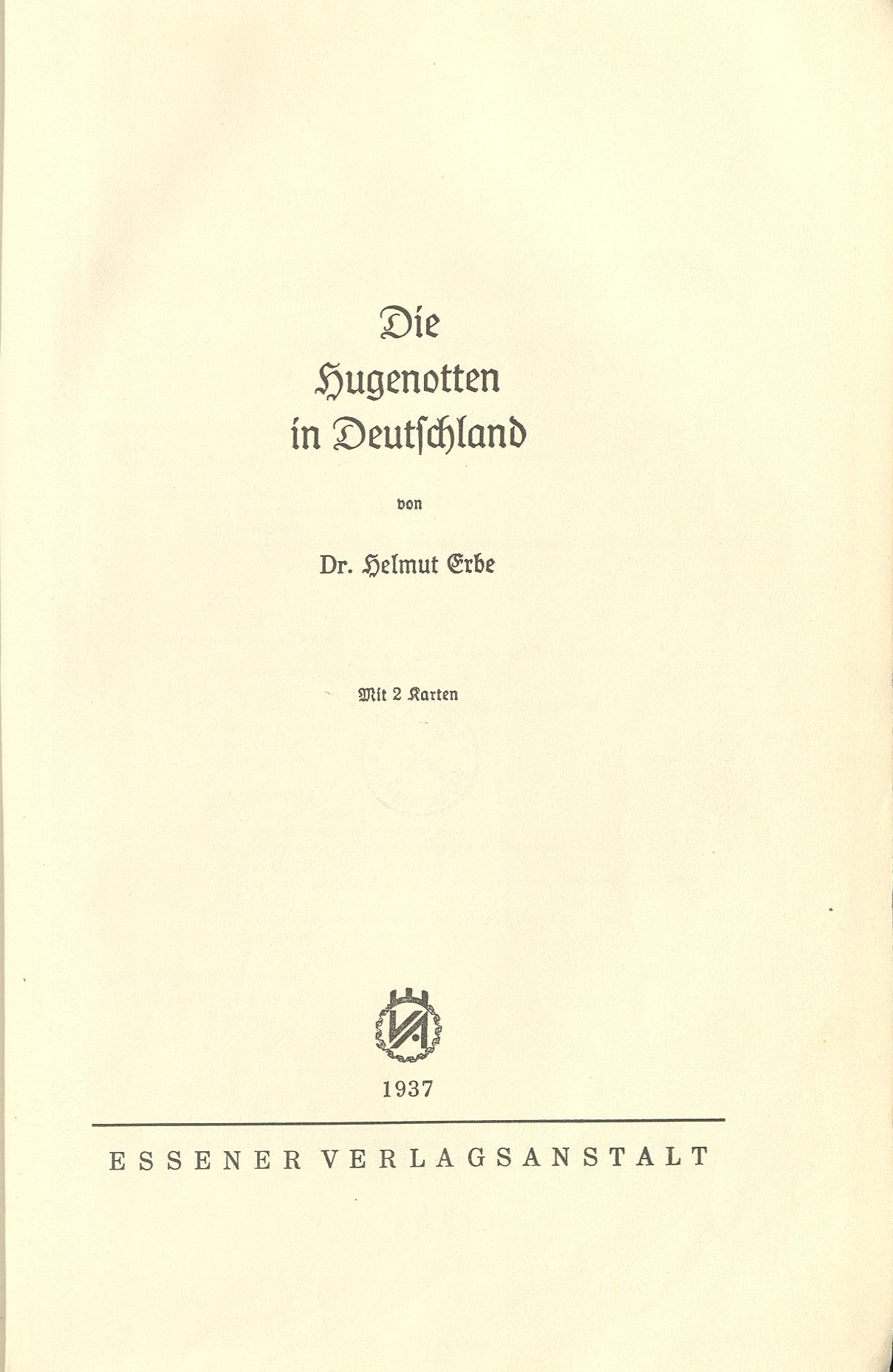
Dissertation (1937)

Erbes Vater wurde von den Nationalsozialisten verfolgt, der Sohn emigrierte daher 1939 in die Südafrikanische Union. Nach Ausbruch des Zweiten Weltkriegs wurde er als feindlicher Ausländer interniert und blieb bis 1946 in Internierungshaft. In diesen Jahren organisierte er Sprach- und Literaturkurse für die Lagerinsassen. Nach seiner Freilassung legte er eine Lehramtsprüfung an der Universität Stellenbosch ab und unterrichtete in der Provinz Ostkap. Von 1957 bis 1977 war Erbe Literaturprofessor und Leiter des Germanistischen Seminars an der Rhodes University in Grahamstown. Er übersetzte Literatur aus dem Afrikaans ins Deutsche.  
Erbe war verheiratet mit der 1915 in Transvaal geborenen Lehrerin Elfriede Trümpelmann, sie hatten einen Sohn. 

## Schriften (Auswahl)
- Die Hugenotten in Deutschland. Essen: Essener Verlagsanstalt, 1937, Zugleich Jena, Univ., Diss., 1937
- (Hrsg.): Afrikaanse Lyrik : Afrikaans – deutsch. Übertragung Helmut Erbe. München: Hueber, 1959